# The Haunted (album)
The Haunted este albumul de debut al formației suedeze de heavy metal The Haunted.

## Melodii
- 1. „Hate Song” - 2:59
- 2. „Chasm” - 3:09
- 3. „In Vein” - 3:23
- 4. „Undead” - 2:08
- 5. „Choke Hold” - 3:43
- 6. „Three Times” - 2:41
- 7. „Bullet Hole” - 4:17
- 8. „Now You Know” - 3:30
- 9. „Shattered” - 3:17
- 10. „Soul Fracture” - 3:44
- 11. „Blood Rust” - 3:40
- 12. „Forensick” - 4:16

### Relansare
- 13. „Burner” - 3:36

### Nelansat
- 14. „I'll Be Damned” - 3:54

## Personal

### The Haunted
- Peter Dolving - Voce
- Anders Björler - Chitară solo
- Patrik Jensen - Chitară ritmică
- Jonas Björler - Bas
- Adrian Erlandsson - Tobe